# ۲۸ سال بعد
۲۸ سال بعد (انگلیسی: 28 Years Later) فیلمی در ژانر ترسناک پسا-آخرالزمانی و بلوغ، محصول سال ۲۰۲۵ است که توسط دنی بویل تهیه و کارگردانی شده و فیلمنامه‌اش را الکس گارلند نوشته است. این اثر، سومین قسمت از مجموعهٔ فیلم‌های ۲۸ روز بعد به‌شمار می‌رود و پس از ۲۸ روز بعد (۲۰۰۲) و ۲۸ هفته بعد (۲۰۰۷) ساخته شده است. بازیگران اصلی آن عبارت‌اند از جودی کومر، آرون تیلور-جانسون، آلفی ویلیامز (در اولین نقش سینمایی‌اش) و ریف فاینز.
برنامه‌ریزی برای ساخت قسمت سوم پس از اکران ۲۸ هفته بعد آغاز شد، اما پروژه به دلیل اختلافات متعدد بر سر حقوق نشر این مجموعه، سال‌ها به تعویق افتاد و عملاً وارد برزخ توسعه شد. تا سال ۲۰۲۴ تهیه‌کنندهٔ مجموعه، اندرو مک‌دانلد، حقوق قسمت اول را از سرچلایت پیکچرز خرید و با شرط تأمین بودجهٔ دنباله‌ها، آن را به سونی پیکچرز واگذار کرد. بازگشت دوبارهٔ بویل، گارلند و فیلم‌بردار آنتونی داد منتل به این قسمت، یادآور همکاری آن‌ها در فیلم نخست است. همچنین، کیلین مورفی—بازیگر اصلی قسمت اول—در این پروژه به‌عنوان تهیه‌کنندهٔ اجرایی حضور دارد. ۲۸ سال بعد به‌صورت پشت‌سرهم با دنباله‌اش ۲۸ سال بعد: معبد استخوان (که قرار است در ژانویهٔ ۲۰۲۶ اکران شود) فیلم‌برداری شده است.
اکران رسمی این فیلم در بریتانیا و آمریکا، توسط کلمبیا پیکچرز و از طریق گروه سینمایی سونی پیکچرز، در تاریخ ۲۰ ژوئن ۲۰۲۵ صورت گرفت. این فیلم نقدهای عمدتاً مثبتی از منتقدان دریافت کرد و بیش از ۱۵۰ میلیون دلار در مقابل بودجهٔ ۶۰ میلیون دلاری، فروش جهانی داشت.

## داستان
در سال ۲۰۰۲، در اوایل شیوع ویروس خشم، جیمی کریستال، پسربچه‌ای جوان، پس از حمله آلوده‌ها به خانواده‌اش در مناطق مرتفع اسکاتلند، به کلیسای محلی پناه می‌برد. پدرش، کشیش، در حال نیایش است و ویروس را نشانه‌ای از آخرالزمان می‌داند. پدرش گردنبند صلیب خود را به جیمی می‌دهد و او را به سوی امنیت راهنمایی می‌کند، سپس خودش تسلیم آلوده‌ها می‌شود.
بیست و هشت سال پس از دومین شیوع ویروس، ویروس در قاره اروپا ریشه‌کن شده اما جزایر بریتانیا همچنان در قرنطینه باقی مانده‌اند و تنها تعداد کمی زنده مانده‌اند. جامعه‌ای متمدن روی جزیره مقدس لیندیسفارن زندگی می‌کند که توسط جاده‌ای طبیعی و مدور از بریتانیای بزرگ جدا شده است. در این جامعه، جیمی (نه همان جیمی اول) به همراه همسرش آیسلا که دچار بیماری روانی ناشناخته‌ای است و پسر ۱۲ ساله‌شان اسپایک زندگی می‌کنند. جیمی و اسپایک برای مراسم بلوغ به خشکی می‌روند تا شکار کنند.
در خشکی، آن‌ها یک آلوده زنجیر شده را می‌یابند که نامش "جیمی" حک شده است و با گروه بزرگی از آلوده‌ها به رهبری یک "آلفا" - آلوده‌ای تکامل یافته و قوی‌تر - مواجه می‌شوند. آن‌ها مجبور می‌شوند شب را در زیرشیروانی خانه‌ای فرسوده بگذرانند. اسپایک حضور قایق‌های قرنطینه و آتش‌سوزی‌ای در داخل زمین را مشاهده می‌کند. آلفا به تعقیب آن‌ها می‌پردازد اما نگهبانان روستا با استفاده از بالیستا آن را شکست می‌دهند.
در جشن موفقیت اسپایک در کشتن اولین آلوده، او از تعریف‌های اغراق‌آمیز پدرش ناراحت می‌شود و پس از کشف رابطه پنهانی جیمی با معلم مدرسه، روزی به خانه برمی‌گردد. با دوستی به نام سم گفتگو می‌کند و از وجود دکتر ایان کلِسون، پزشک سابق تبعیدی، مطلع می‌شود. اسپایک صبح روز بعد با پدرش درباره درمان مادرش و خیانتش مواجه می‌شود. جیمی معتقد است کلِسون روانی است و نمی‌تواند کمک کند. اسپایک تصمیم می‌گیرد مادرش را به خشکی ببرد و به صورت مخفیانه به کمک آتش‌زدن انباری، توجه دیگران را منحرف می‌کند و با آیسلا فرار می‌کند.
در کلیسای متروکه، اسپایک خوابش می‌برد و مورد حمله آلوده‌ای قرار می‌گیرد که آیسلا در حالت ناهوشیاری آن را می‌کشد. روز بعد، آن‌ها توسط دریانورد سوئدی، اریک سوندکویست، از یک دسته آلوده نجات می‌یابند. آیسلا به یک آلوده باردار کمک می‌کند تا نوزادش را به دنیا بیاورد، اما اریک وقتی مادر آلوده به آن‌ها حمله می‌کند، او را می‌کشد. آلفای پدر نوزاد اریک را می‌کشد.
کلِسون ظاهر می‌شود و آلفا به نام سامسون را با دارت خواب‌آور مهار می‌کند. او گروه را به بنای ساخته شده از استخوان انسان‌ها هدایت می‌کند و مفهوم یادآوری مرگ (memento mori) را توضیح می‌دهد. کلِسون تشخیص می‌دهد آیسلا به سرطان لاعلاج مبتلاست. پس از قبول مرگ، آیسلا ترتیب مرگ آسان خود را می‌دهد و کلِسون جمجمه‌اش را به اسپایک می‌دهد تا در بالای بنای یادبود قرار دهد.
وقتی سامسون به پناهگاه نفوذ می‌کند، اسپایک جان کلِسون را نجات می‌دهد. کلِسون از اسپایک می‌خواهد نوزاد را با خود به روستا ببرد اما اسپایک او را کنار دروازه رها می‌کند و به خشکی بازمی‌گردد. جیمی یادداشتی از اسپایک می‌یابد که نام دختر را آیسلا گذاشته و وعده بازگشت می‌دهد، اما نمی‌تواند به دنبال او برود چون جزر و مد راه را بسته است.
بیست و هشت روز بعد، اسپایک توسط گروهی شبیه فرقه‌ای با نمادی از جیمی ساویل تعقیب می‌شود و توسط جیمی بزرگسال، که اکنون صلیب وارونه دارد، نجات می‌یابد.

## ساخت
فیلمبرداری این فیلم در ۷ مهٔ ۲۰۲۴ در نورث‌آمبرلند با حضور آنتونی داد منتل به عنوان فیلمبردار آغاز شد.